# Технологическая площадь (Санкт-Петербург)
Технологи́ческая площадь — небольшая площадь на пересечении Московского и Загородного проспектов.

## Наименование
Название площади известно с 1891 года. Оно дано по располагающемуся на ней Технологическому институту.

## История

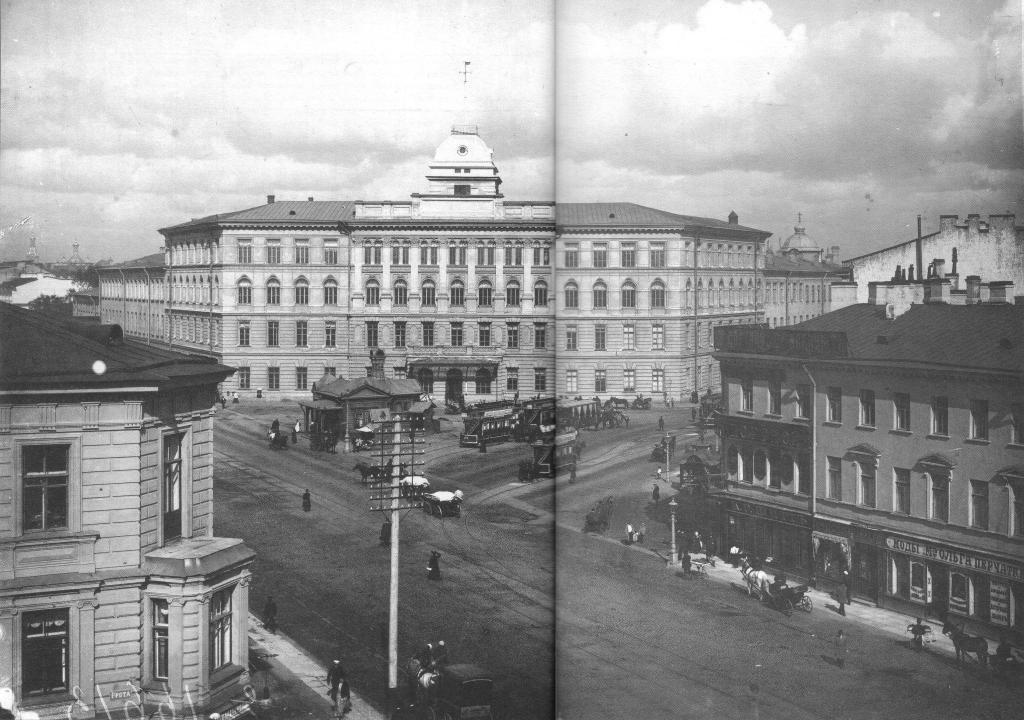
Технологическая площадь. Фото Карла Буллы, 1903 год.

## Достопримечательности

### Технологический институт(Загородный проспект, дом 49,Московский проспект, дом 26)
Технологический институт. Главный корпус или Технологический университет. Главный корпус построен в 1829-1831 годах по проекту архитекторов А.И. Постникова и Э.Х. Анерта для Технологического института. Первоначально здание было трёхэтажным и отличалось простотою архитектурных  форм. Единственным его украшением служил лепной фриз. В 1898 году главное здание института подверглось существенным  переделкам по проекту архитектора Л.П. Шишко: надстроили четвёртый этаж, расширили окна третьего и объединили эти оба этажа пилястрами; первый и второй этажи украсили рустовкой, вход перенесли в центр.

- Памятник Г. В. Плеханову перед зданием Технологического института

### Петербургский Метрополитен (Загородный проспект, дом 74)
Петербургский Метрополитен В этом здании сейчас находится Управление Петербургского метрополитена. На первом этаже размещён наземный выход со станции метро «Технологический институт».

### Доходный дом Н.М. Рулева (Московский проспект, дом 28)
Доходный дом Н.М. Рулева или Станция метро «Технологический институт». Современное здание появилось в 1955 году на месте снесенного дома. В этом здании сейчас находится Управление Петербургского метрополитена. На первом этаже размещён наземный выход со станции метро «Технологический институт».

### Военмех (Московский проспект, дом 21,1-я Красноармейская улица, дом 1)
Ремесленные классы и Ремесленное училище имени цесаревича Николая или Военмех. Здание построено в 1893-1895 годах по проекту архитектора А.В. Малова для Ремесленных классов и Ремесленного училища имени цесаревича Николая. В 1930-е года перестроено и передано институту Военмех.

### НИИ метрологии имени Д.И. Менделеева(Московский проспект, дом 19)
Палата мер и весов или НИИ метрологии имени Д.И. Менделеева. Метрологический музей. Музей-квартира Д. И. Менделеева. В 1896-1897 годах по проекту архитектора А.И. Гогена для сотрудников Палаты мер и весов построили жилой дом. Здесь, на третьем этаже,  с 1897 по 1907  годы  со своей семьёй жил Д.И. Менделеев. 1902 году по проекту архитектора С.С. Козлова построен Часовой корпус с башней. В 1905 году на ней установили часы. В 1932 году перед зданием установлен  памятник Д.И. Менделееву (скульптор И.Я. Гинцбург) рядом с огромным, во всю стену мозаичным панно с изображением Периодической системы химических элементов, выполненным в мастерской В.А. Фролова.

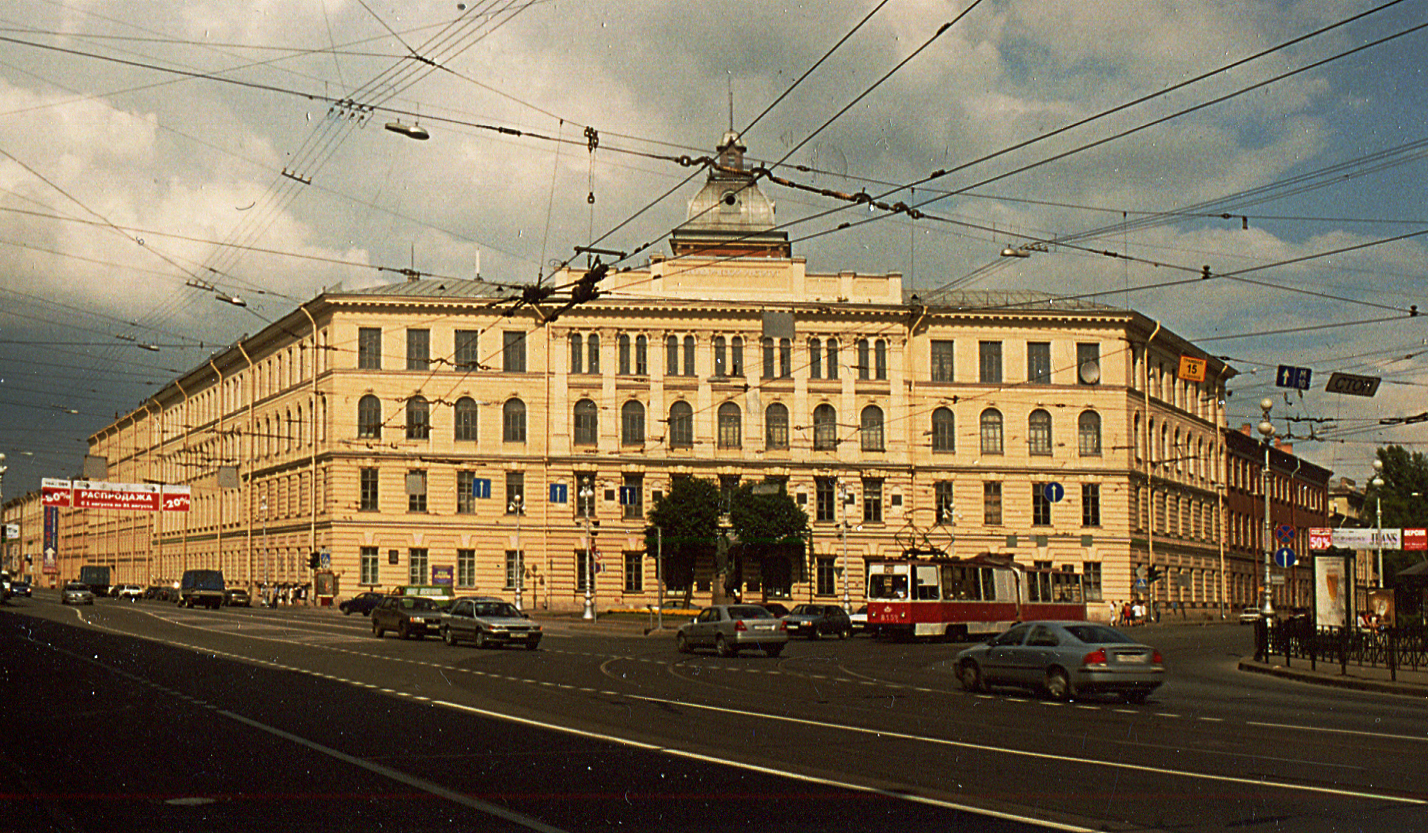
Технологический институт
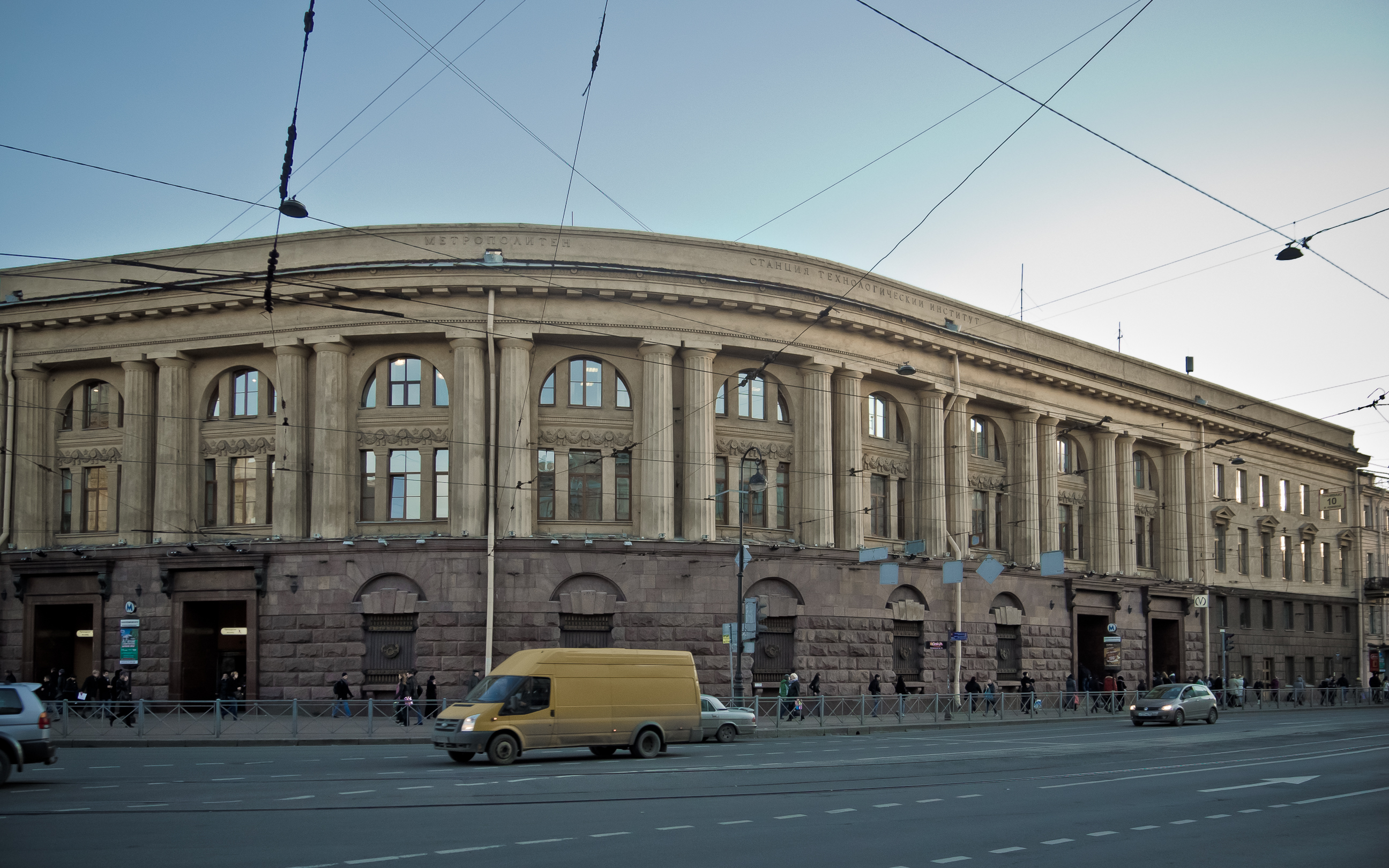
Здание управления Метрополитена
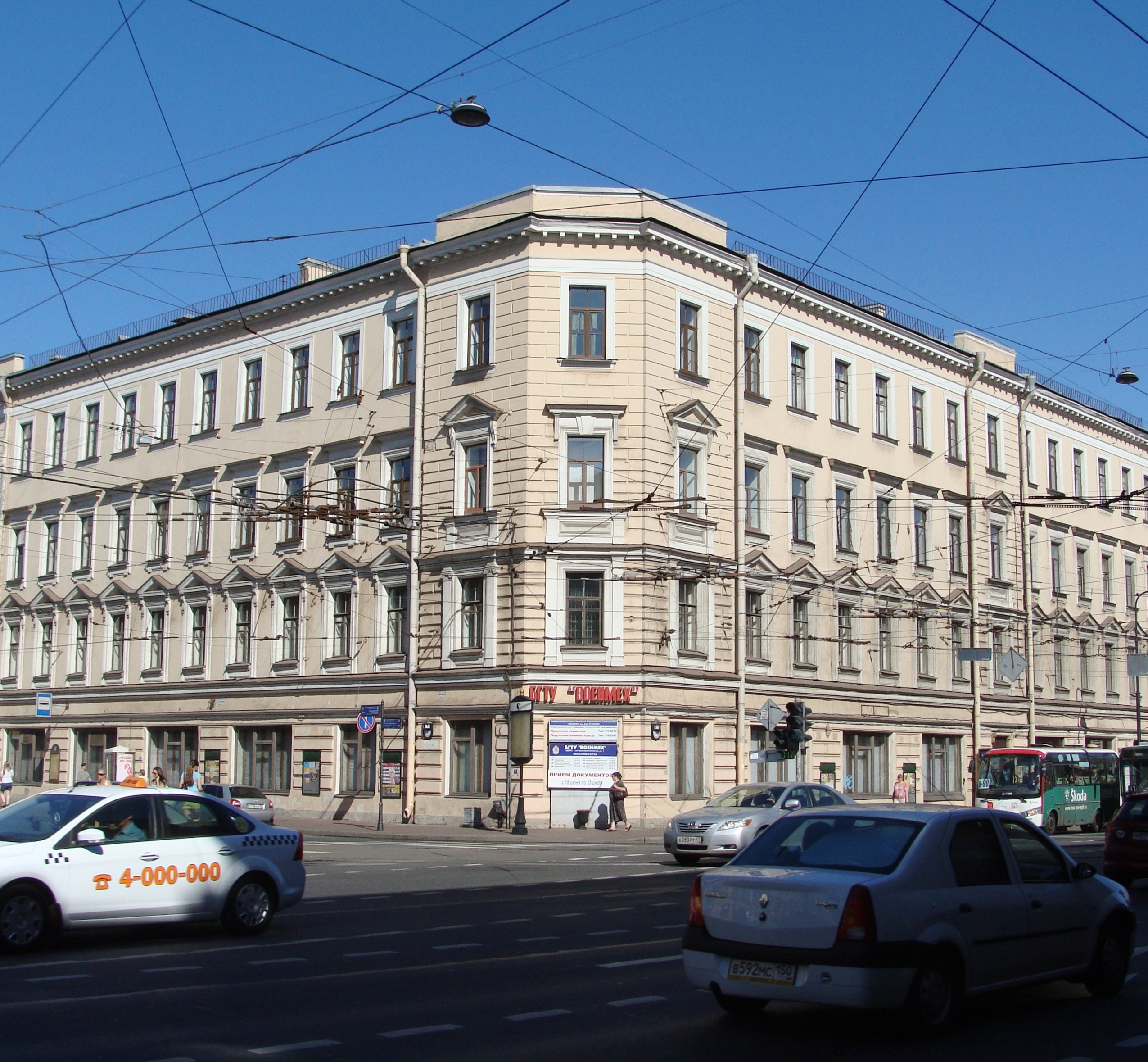
Военмех
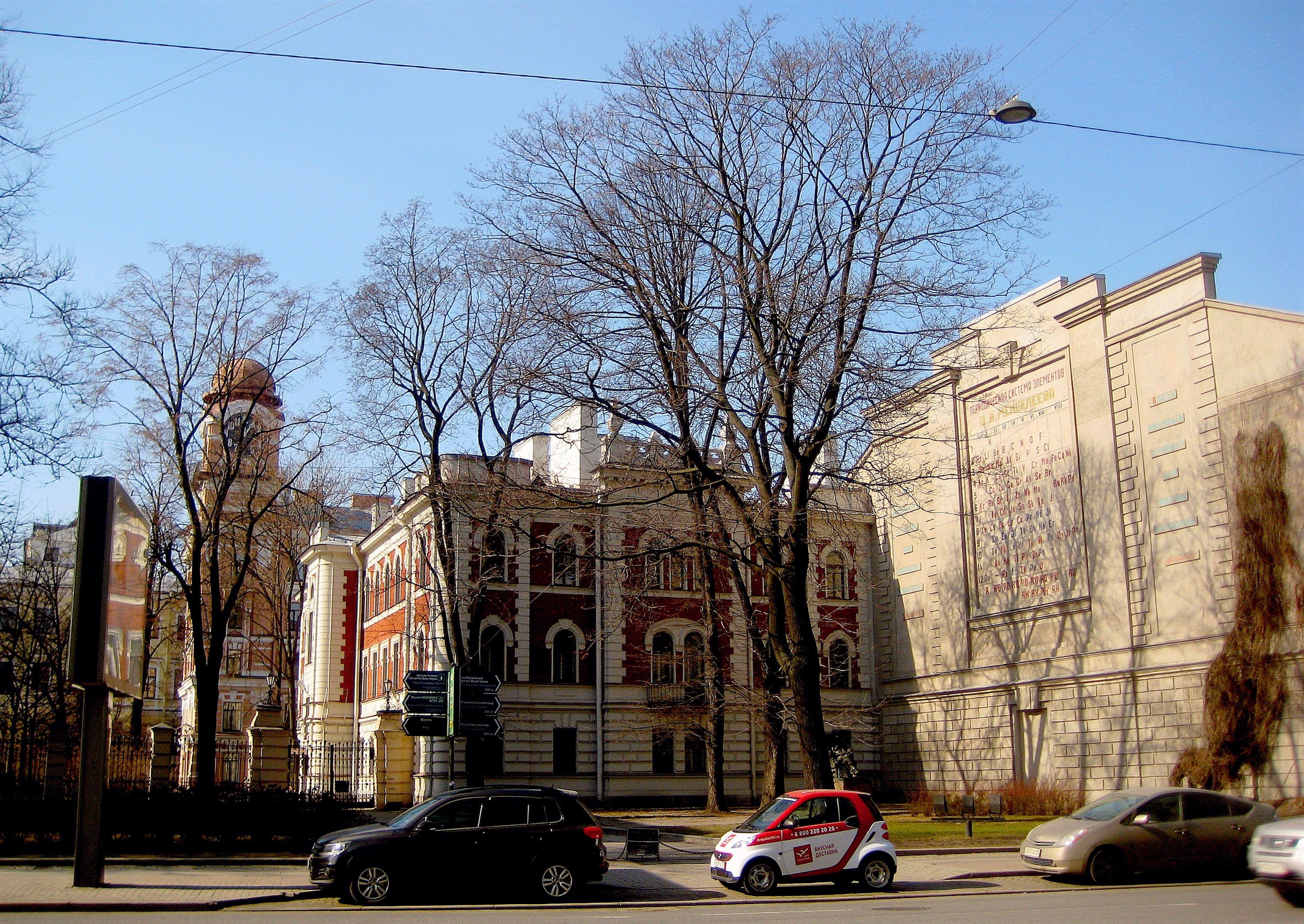
Жилой дом палаты мер и весов

## Транспорт
На площади находятся станции метро:   Технологический институт
Рябом с площадью есть остановки общественного транспорта:
- «2-я Красноармейская улица / Станция метро Технологический институт»: автобус 50, 225,троллейбус 15, 17;
- «Загородный проспект» (на Московском проспекте): автобус 50, 71, 262;
- «Метро Технологический институт» (на Загородном проспекте): трамвай 16, автобус 225, 262, 290, троллейбус 3, 15, 17.